# Llotja de Cereals de Barcelona
Llotja de Cereals de Barcelona és una institució secular que té el seu origen en el segle xiv amb la construcció de la Casa Llotja de Mar per dipòsit i transacció de cereals. Actua sota la tutela del Departament d'Indústria, Comerç i Turisme de la Generalitat de Catalunya i els auspicis de la Cambra Oficial de Comerç, Indústria i Navegació de Barcelona. El 2005 va rebre la Creu de Sant Jordi.
Els Estatuts i Reglament varen ser aprovats per resolució de la Secretaria General del Departament de Comerç, Consum i Turisme de la Generalitat de Catalunya en data 5 de novembre de 1987 i és reconeguda pel Departament d'Agricultura, Ramaderia i Pesca com a mercat de productes agraris de Catalunya el 7 d'abril de 1999, segons s'estableix en el Decret 259/1998, de 22 de setembre, sobre regulació de les llotges i dels mercats en origen de productes agraris.
Compta amb més de 400 adherits, que es divideixen en comerciants, industrials i agents comercials que, de manera regular i professional, es dediquen al tràfic de cereals, llegums, pinsos, fruits secs, farines, conserves, productes de sanitat animal i per a l'alimentació humana i agropecuària i d'altres productes comercialitzats o cotitzats usualment o que més endavant puguin cotitzar-se al Mercat de Cereals de la Casa Llotja de Mar de Barcelona. Les persones concurrents a la Llotja provenen tant de Catalunya com del País Valencià, Aragó, Madrid, les Balears i el Sud de França. És la 1a Llotja d'Espanya i la 2a d'Europa pel que fa a volum de transaccions.

## Organització
La Llotja està regida per una Junta Rectora formada per 12 membres elegits per sufragi universal dels adherits per parts iguals entre comerciants, industrials i agents comercials, i 3 membres designats per la Cambra Oficial de Comerç, Indústria i Navegació de Barcelona. Des del 1991, el president és Aureli Casabona i Bel, Creu de Sant Jordi 2014.